# Antônio José Nogueira Santana
Antônio José Nogueira Santana, plus connu sous le nom de Tonico, né le 26 juillet 1972 à Brasilia, dans le District fédéral, au Brésil, est un ancien joueur brésilien de basket-ball. Il évolue durant sa carrière au poste d'ailier.

## Palmarès
- Finaliste du championnat du monde des 22 ans et moins 1993